# Armeniens bidrag i Eurovision Song Contest

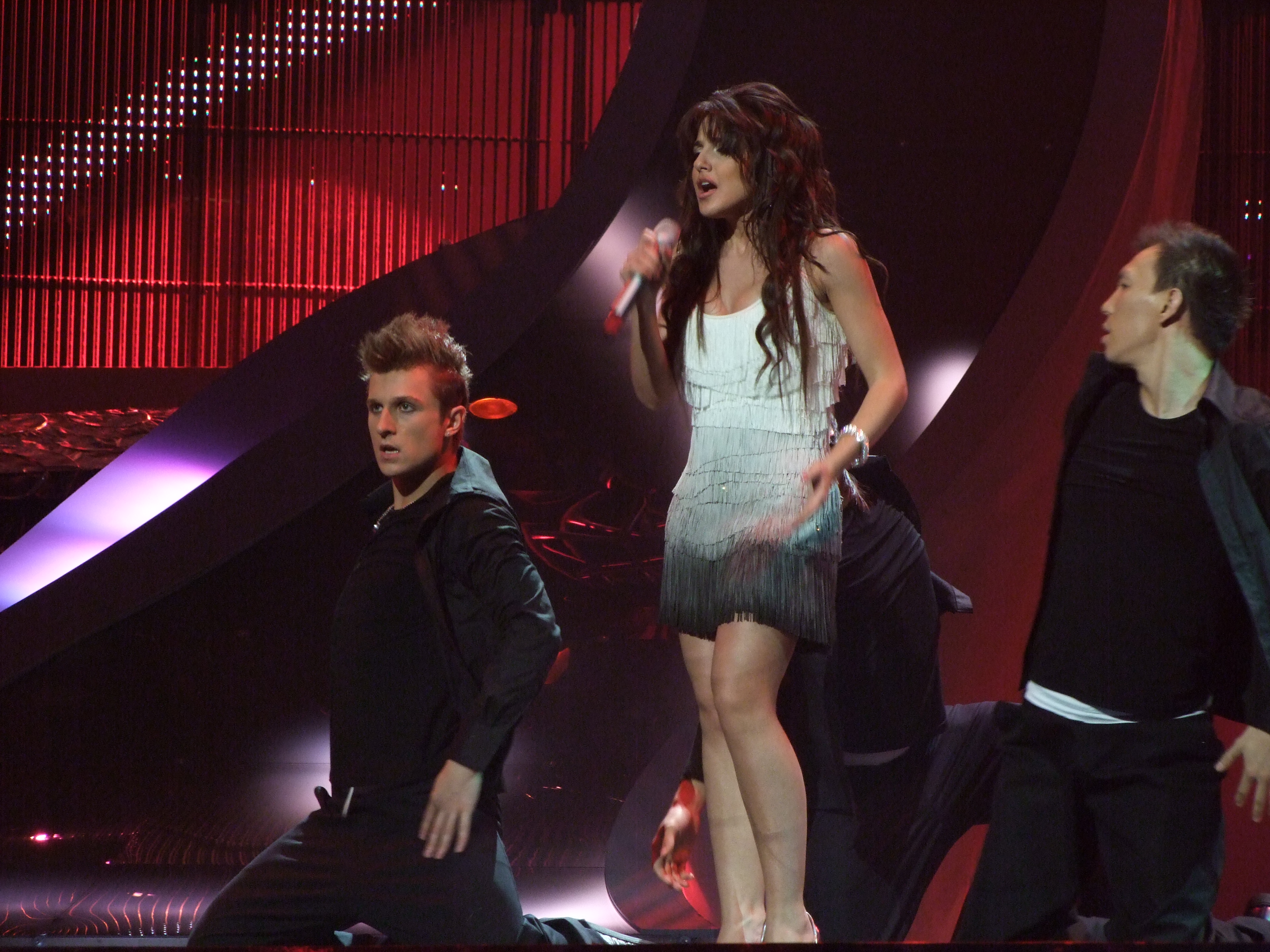
Sirusho i Belgrad 2008.

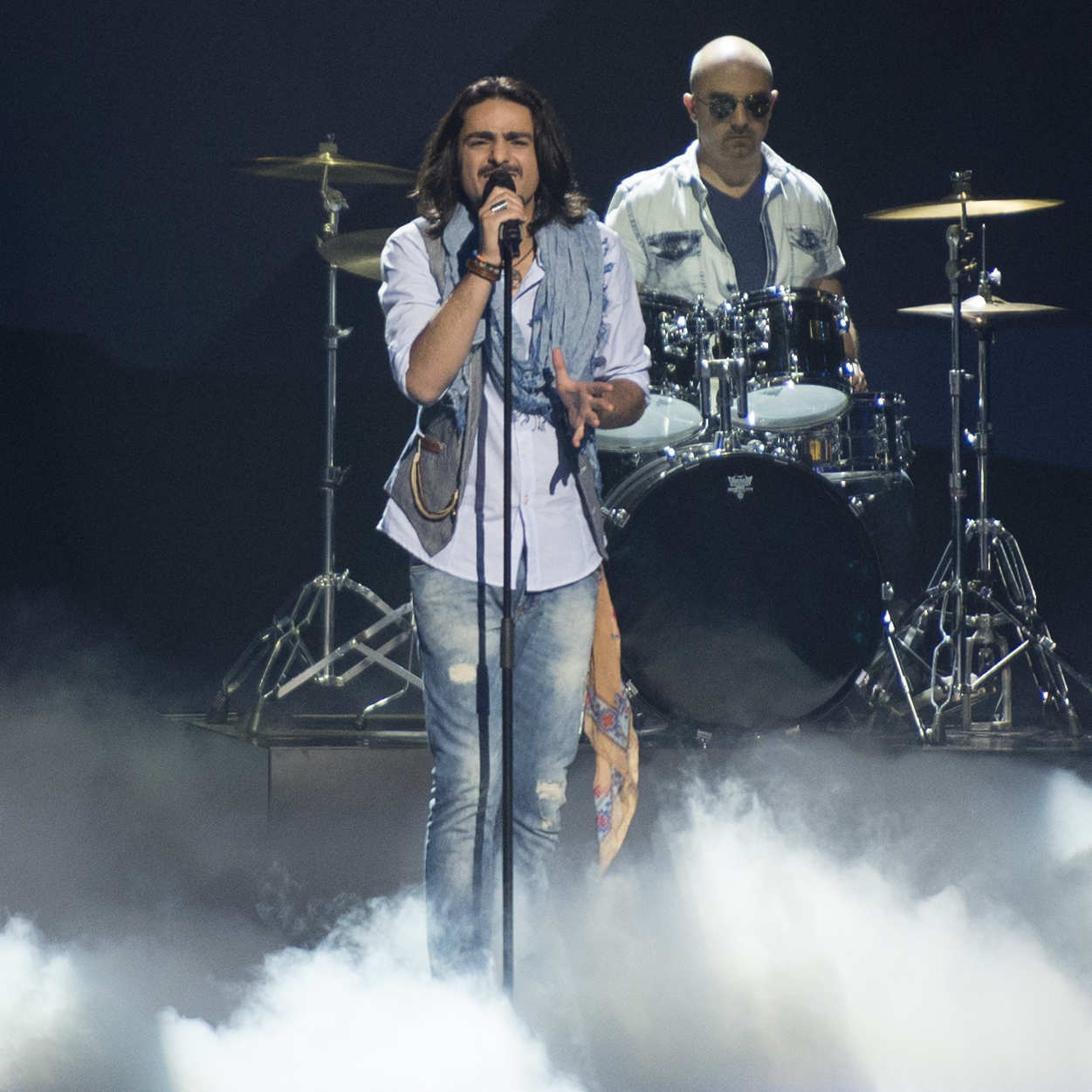
Dorians i Malmö 2013.

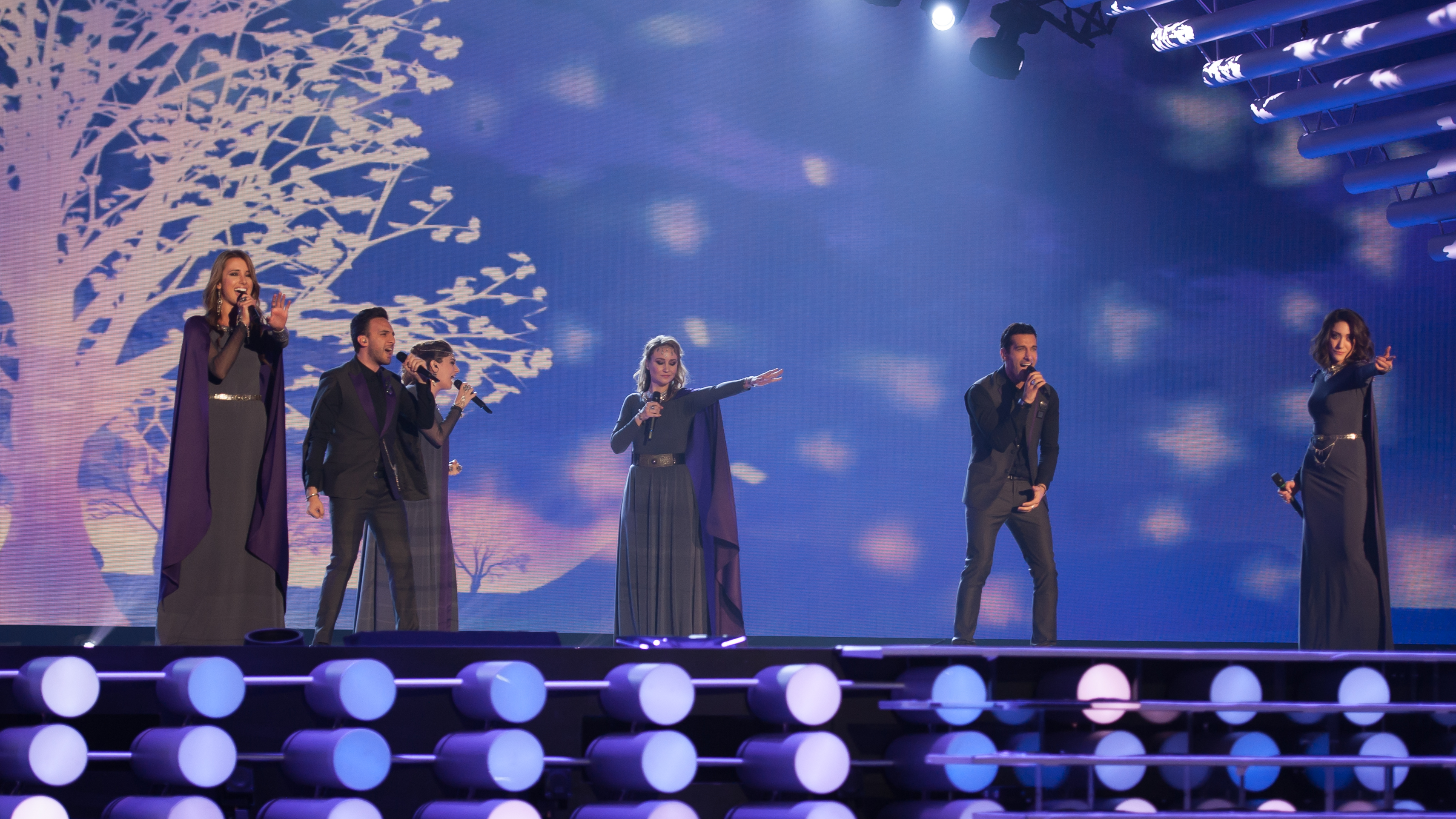
Genealogy i Wien 2015.

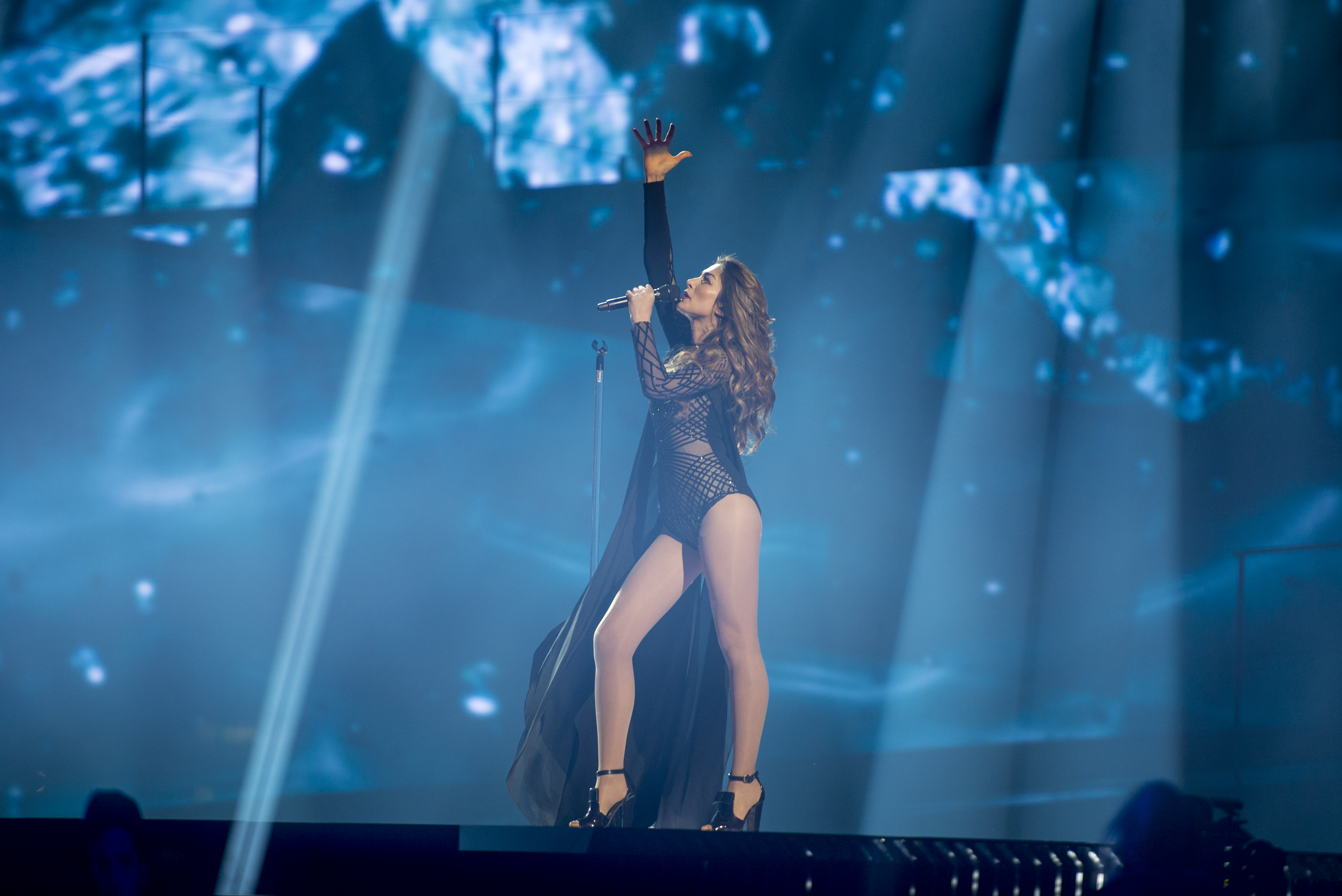
Iveta Mukutjian i Stockholm 2016.

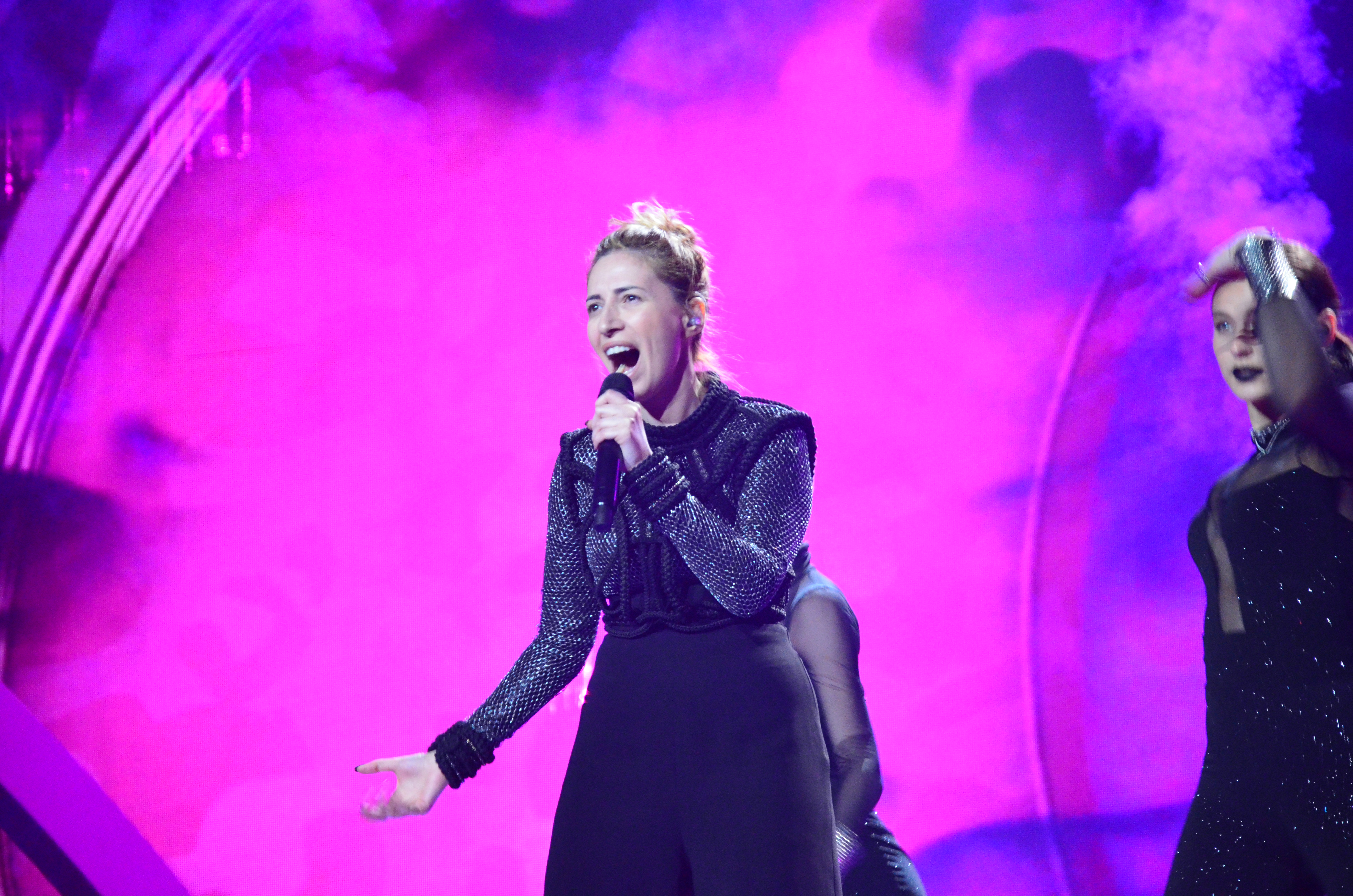
Artsvik i Kiev 2017.

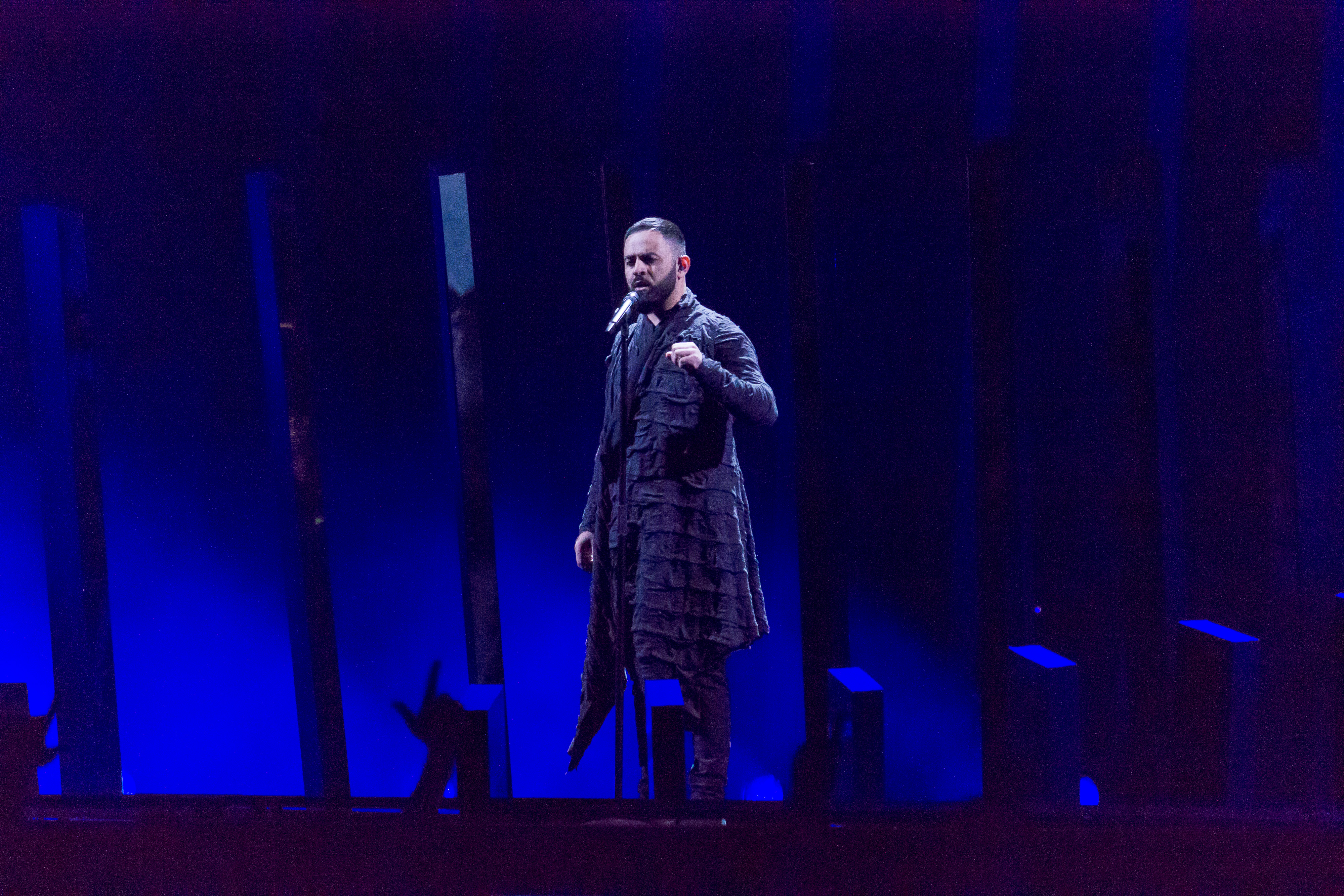
Sevak Chanaghjan i Lissabon 2018.

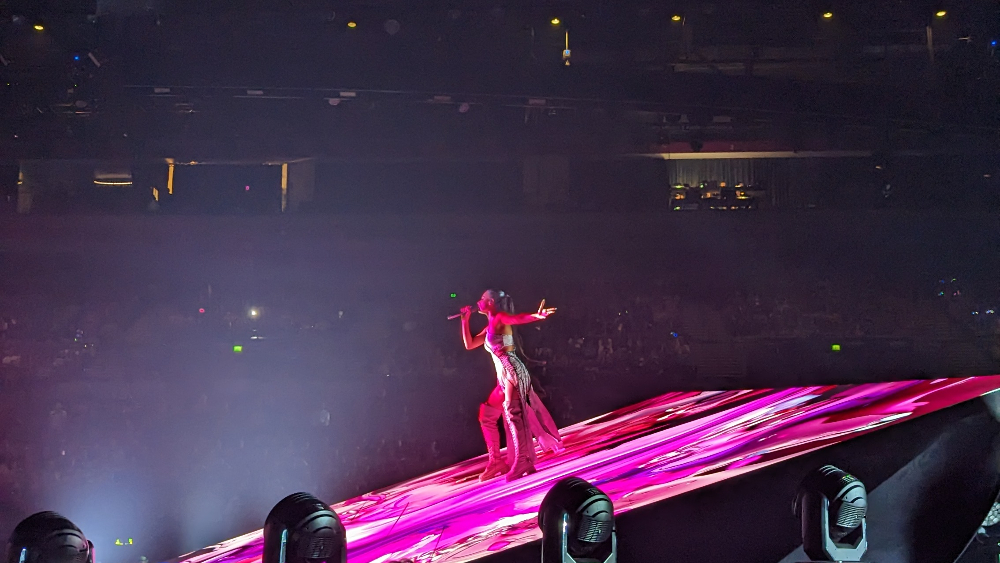
Brunette i Liverpool 2023.

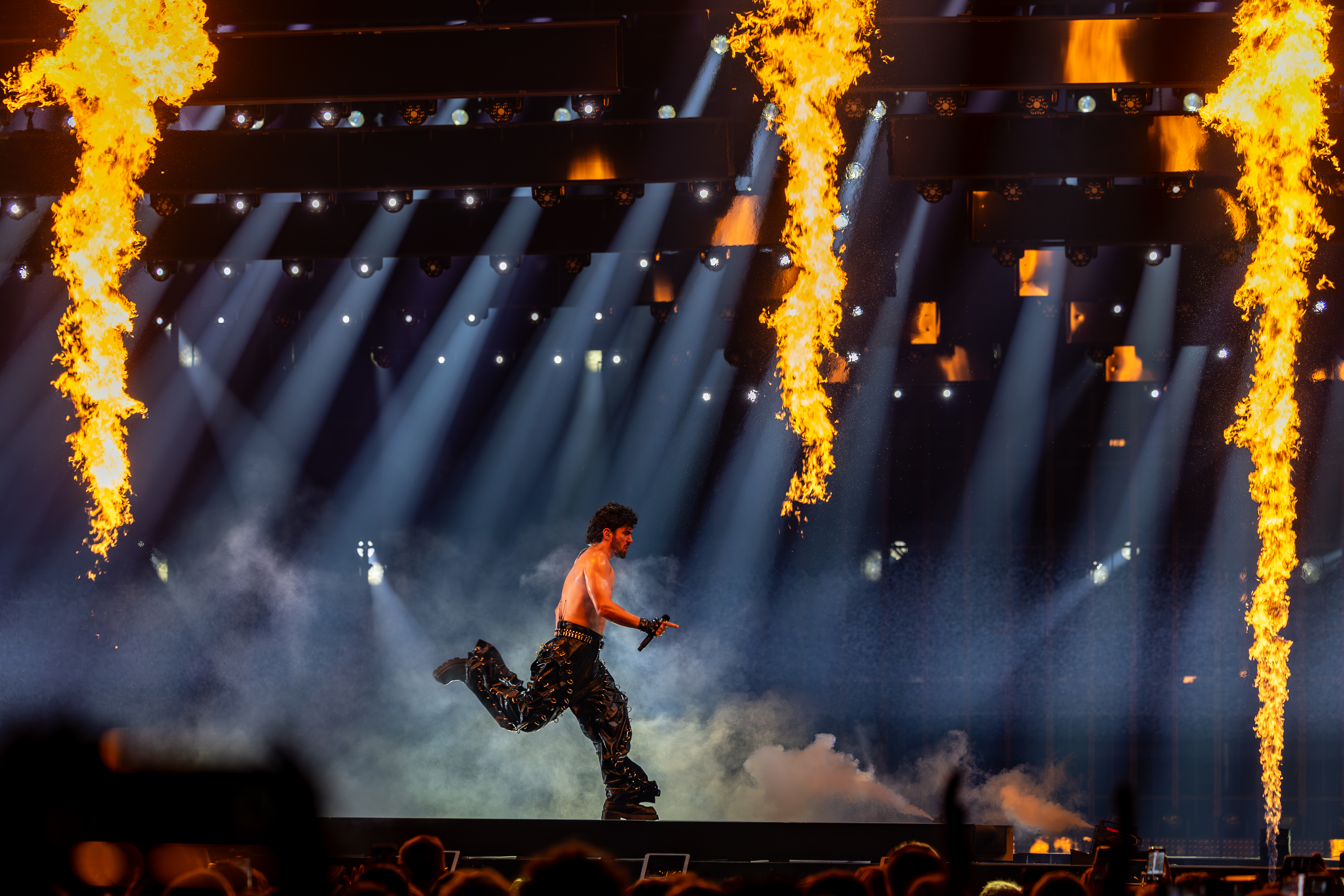
Parg i Basel 2025.

Armenien debuterade i Eurovision Song Contest 2006 och har till och med 2025 deltagit 17 gånger. Det Armeniska tv-bolaget ARMTV har ansvarat för Armeniens medverkan varje år sedan 2006. Första året valdes artist och bidrag ut internt. Därefter har uttagningarna skilt sig åt år för år med både interna val och nationella finaler. Inom ESC-sammanhang är Armenien känt för sin konflikt med grannlandet Azerbajdzjan som under bägge ländernas medverkan i tävlingen drabbat samman.
Armenien har ännu inte lyckats vinna i en Eurovisionsfinal och ej heller hamnat på pallplats. Landets bästa resultat är fjärdeplats i finalen åren 2008 och 2014

## Armenien i Eurovision Song Contest[2]

### Historia
Armenien var det första landet från Kaukasus att delta i Eurovision, och deras debut ägde rum år 2006. Under de första fem åren i tävlingen, från 2006 till 2010, presterade Armenien starkt genom att alltid hamna inom topp tio. Högsta placeringen nåddes år 2008 när Sirusho framförde låten "Qélé, Qélé" och slutade på fjärde plats i finalen samt som tvåa i semifinalen.
Efter dessa framgångsrika år försämrades Armeniens resultat i Eurovision. År 2011 misslyckades de för första gången med att kvalificera sig till finalen. Det fanns även osäkerhet om Armenien skulle delta 2012 på grund av konflikten med värdlandet Azerbajdzjan, som vann tävlingen 2011. Trots att det nationella TV-bolaget till en början beslutade sig för att delta, drog det senare tillbaka sitt deltagande den 7 mars. Som en konsekvens av detta fick de betala en del av straffavgiften och var också tvungna att sända både semifinalerna och finalen i nationell TV för att få delta nästa år. Armenien återvände till tävlingen år 2013 och slutade på artonde plats i finalen. Året därpå, 2014, blev framgångsrikt då Armenien nådde en fjärde plats i finalen med bidraget "Not Alone" framfört av artisten Aram Mp3 och blev också tvåa i semifinalen. De fortsatte att kvalificera sig till finalen mellan 2015 och 2017, men endast 2016 nådde de topp tio.
Åren 2018 till 2021 var en svår period för Armenien i Eurovision, då de misslyckades med att ta sig till finalen både 2018 och 2019. Dessutom hamnade de på en sextonde plats i semifinalen 2019, vilket är deras sämsta placering någonsin. Tävlingen ställdes in 2020 på grund av Covid-pandemin, och Armenien deltog inte 2021 på grund av ekonomiska och sociala problem som uppstod till följd av Nagorno-Karabach-kriget 2020. Sedan 2022 har Armenien återhämtat sig och presterat bättre, då de har kvalificerat sig till finalen varje år sedan dess.

### Språk
Fram till och med 2023 har majoriteten av Armeniens bidrag framförts på enbart engelska. Det har endast skett en gång, 2018, då Armeniens bidrag sjöng helt på Armeniska. Åren 2007-2009 samt 2023 har bidragen framförts på både engelska och armeniska. 

### Nationell uttagningsform
Sedan Armenien debuterade i Eurovision Song Contest år 2006 har de använt olika uttagningsformer för att välja sina artister och bidrag till tävlingen. Dessa uttagningsmetoder har varierat över åren och har inkluderat både nationella uttagningar och interna urval. Sedan 2022 har man valt ut sina bidrag enbart via internval. 

### Konflikten med Azerbajdzjan
Sedan Sovjetunionens fall i början av 1990-talet har Armenien varit i krig med sitt grannland Azerbajdzjan om landsområdet Nagorno-Karabach, beläget mellan de bägge länderna. Konflikten eskalerade i ett krig som till slut avslutades 1994, även om själva konflikten inte har lagt sig än idag. Inom Eurovisionen har konflikten satt sina spår, kanske mest då Armenien valde att hoppa av tävlingen i sista stund under 2012 eftersom den skulle arrangeras i Azerbajdzjan och att man inte kunde garantera säkerheten för sin delegation. För detta fick de böta och tvingades att sända finalen i sin helhet för att slippa få avstängningsstraff för ett antal år framöver.
En annan konflikt skedde år 2009, då en staty som står i Azerbajdzjan, skulpterad av en armenier, visades i Armeniens video om tävlingsbidraget. Efter klagomål från Azerbajdzjans tv-bolag togs statyn bort från videon som visades i finalen. Dock kom istället Armenien att visa upp statyn på en skylt när de presenterade landets poäng, vilket retade upp Azerbajdzjans tv-bolag. Förutom detta kom det fram att Azerbajdzjans tv-bolag medvetet tagit bort Armeniens telefonnummer ur bild vid snabbgenomgången i finalen, och dessutom förhört ett antal medborgare som röstade på Armeniens bidrag. Efter detta skärpte EBU reglerna, och från och med 2010 års festival är det numera ett företag i Köln som sänder ut telefonnumren till de olika länderna och kontrolleras från denna station.
Konflikten startade igen 2015 då Armeniens bidrag som hette "Don't Deny" (sv: Förneka inte) som skulle vara en påminnelse om att det var 100 år sedan det Armeniska folkmordet inträffade. Azerbajdzjan nekar till att folkmordet har ägt rum och tjänstemän från landet uttalade sig om att Armenien använde tävlingen för att sprida politiska budskap. Låten bytte senare istället namn till "Face The Shadow". Året därpå var Armeniens representant Iveta Mukutjian. Hon visade under den första semifinalen upp Nagorno-Karabachs flagga. Hon fick en varning att bli diskvalificerad om hon visade flaggan under finalen. Hon visade inte flaggan mer.
Den armeniska och azerbajdzjanska juryn har satt vardera land som sista plats de tillfällen som båda länderna varit i final eller i samma semifinal. Alla medlemmar i ländernas jury har satt det andra landet på en sista plats.
Armenien skulle till en början deltagit i Eurovision Song Contest 2021. Landet fanns med i deltagarlistan som publicerades i oktober 2020. Den 5 mars 2021 meddelande man att man drar sig ur på grund av svårigheter med organisering samt ekonomiska och sociala problemen som landet lider av i sviterna av kriget i Nagorno Karabach som utspelade sig under hösten 2020..

## Resultattabell
| 1 | Vinnare                            |
| 2 | Andra plats                        |
| 3 | Tredje plats                       |
| ◁ | Sista plats                        |
| X | Ett bidrag valdes men tävlade inte |

| År               | Artist           | Bidrag              | Språk               | Final              | Poäng              | Semi               | Poäng              |
| ---------------- | ---------------- | ------------------- | ------------------- | ------------------ | ------------------ | ------------------ | ------------------ |
| 2006             | André            | "Without Your Love" | Engelska            | 8                  | 129                | 6                  | 150                |
| 2007             | Hayko            | "Anytime You Need"  | Engelska, armeniska | 8                  | 138                | Direktkvalificerad | Direktkvalificerad |
| 2008             | Sirusho          | "Qélé, Qélé"        | Engelska, armeniska | 4                  | 199                | 2                  | 139                |
| 2009             | Inga & Anush     | "Jan Jan"           | Engelska, armeniska | 10                 | 92                 | 5                  | 99                 |
| 2010             | Eva Rivas        | "Apricot Stone"     | Engelska            | 7                  | 141                | 6                  | 83                 |
| 2011             | Emmy             | "Boom-Boom"         | Engelska            | Kvalificerade inte | Kvalificerade inte | 12                 | 54                 |
| Deltog inte 2012 |                  |                     |                     |                    |                    |                    |                    |
| 2013             | Dorians          | "Lonely Planet"     | Engelska            | 18                 | 41                 | 7                  | 69                 |
| 2014             | Aram MP3         | "Not Alone"         | Engelska            | 4                  | 174                | 4                  | 121                |
| 2015             | Genealogy        | "Face The Shadow"   | Engelska            | 16                 | 34                 | 7                  | 77                 |
| 2016             | Iveta Mukutjian  | "LoveWave"          | Engelska            | 7                  | 249                | 2                  | 243                |
| 2017             | Artsvik          | "Fly With Me"       | Engelska            | 18                 | 79                 | 7                  | 152                |
| 2018             | Sevak Chanaghjan | "Qami"              | Armeniska           | Kvalificerade inte | Kvalificerade inte | 15                 | 79                 |
| 2019             | Srbuk            | "Walking Out"       | Engelska            | Kvalificerade inte | Kvalificerade inte | 16                 | 49                 |
| 2020             | Athena Manoukian | "Chains On You"     | Engelska            | Tävlingen inställd | Tävlingen inställd | Tävlingen inställd | Tävlingen inställd |
| Deltog inte 2021 |                  |                     |                     |                    |                    |                    |                    |
| 2022             | Rosa Linn        | "Snap"              | Engelska            | 20                 | 61                 | 5                  | 187                |
| 2023             | Brunette         | "Future Lover"      | Engelska, armeniska | 14                 | 122                | 6                  | 99                 |
| 2024             | Ladaniva         | "Jako"              | Armeniska           | 8                  | 183                | 3                  | 137                |
| 2025             | Parg             | "Survivor"          | Engelska, armeniska | 20                 | 72                 | 10                 | 51                 |

## Röstningshistorik (2006–2025)[13]

### Armenien hargivitmest poäng till...
| Endast finaler | Endast finaler | Endast finaler |
| Nr             | Land           | Poäng          |
| -------------- | -------------- | -------------- |
| 1              | Frankrike      | 143            |
| 2              | Ryssland       | 126            |
| 3              | Grekland       | 102            |
| 4              | Ukraina        | 97             |
| 5              | Sverige        | 95             |

| Finaler och semifinaler | Finaler och semifinaler | Finaler och semifinaler |
| Nr                      | Land                    | Poäng                   |
| ----------------------- | ----------------------- | ----------------------- |
| 1                       | Ryssland                | 217                     |
| 2                       | Grekland                | 217                     |
| 3                       | Georgien                | 181                     |
| 4                       | Cypern                  | 150                     |
| 5                       | Ukraina                 | 148                     |

### Armenien harmottagitflest poäng från...
| Endast finaler | Endast finaler | Endast finaler |
| Nr             | Land           | Poäng          |
| -------------- | -------------- | -------------- |
| 1              | Georgien       | 156            |
| 2              | Frankrike      | 151            |
| 3              | Ryssland       | 91             |
| 4              | Grekland       | 87             |
| 5              | Bulgarien      | 80             |

| Finaler och semifinaler | Finaler och semifinaler | Finaler och semifinaler |
| Nr                      | Land                    | Poäng                   |
| ----------------------- | ----------------------- | ----------------------- |
| 1                       | Georgien                | 245                     |
| 2                       | Frankrike               | 244                     |
| 3                       | Grekland                | 206                     |
| 4                       | Ryssland                | 187                     |
| 5                       | Nederländerna           | 169                     |

## Kommentatorer och röstavlämnare
| År   | Kommentator(er) | Röstningsavlämnare    |
| ---- | --- | --------------------- |
| 2006 | Gohar Gasparyan & Felix Khachatryan | Gohar Gasparyan       |
| 2007 | Gohar Gasparian | Sirusho               |
| 2008 | Felix Khacatryan & Hrachuhi Utmazyan                                                                                                   | Hrachuhi Utmazyan     |
| 2009 | Khoren Levonyan | Sirusho               |
| 2010 | Hrachuhi Utmazyan & Khoren Levonyan | Nazeni Hovhannisyan   |
| 2011 | Artak Vardanyan | Lusine Tovmasyan      |
| 2012 | Gohar Gasparyan & Artur Grigoryan | Armenien deltog inte  |
| 2013 | André & Arenvik Urdmuyan (semifinalerna) Erik Antaranyan & Anna Avanesyan (finalen)                                                    | André                 |
| 2014 | Erik Antaranyan & Anna Avanesyan (semifinalerna) Tigran Danielyan & Arevik Udumyan (finalen)                                           | Anna Avanesyan        |
| 2015 | Aram Mp3 & Erik Antaranyan (semifinal 1) Vahe Khanamiryan & Hermine Stepanyan (semifinal 2) Avet Barseghyan & Arevik Udumyan (finalen) | Lilit Muradyan        |
| 2016 | Avet Barseghyan | Arman Margaryan       |
| 2017 | Avet Barseghyan & Gohar Gasparyan | Iveta Mukutjian       |
| 2018 | Avet Barseghyan & Felix Khachatryan | Arsen Grigoryan       |
| 2019 | Avet Barseghyan & Aram Mp3 | Aram Mp3              |
| 2020 | Tävlingen ställdes in | Tävlingen ställdes in |
| 2021 | Ingen sändning | Armenien deltog inte  |
| 2022 | Hrachuhi Utmazyan & Garik Papoyan | Garik Papoyan         |
| 2023 | Hrachuhi Utmazyan & Hamlet Arakelyan                                                                                                   | Maléna                |
| 2024 | Hrachuhi Utmazyan & Sevak Hakobyan | Brunette              |